# Der rote Teppich
Der rote Teppich ist ein deutscher Dokumentarfilm von Andrea Asch und Eric Asch. Die Uraufführung erfolgte am 18. Januar 2007 auf dem Filmfestival Max Ophüls Preis in Saarbrücken, die Erstausstrahlung im deutschen Fernsehen am 6. September 2007.

## Handlung
Der Film handelt von Axel Brauns, einem Autisten. Er schildert, wie er seine Kindheit und Jugend erlebte und reflektiert aus heutiger Sicht darüber. Damals waren Gesichter für ihn Nebelflecken, er konnte menschliche Gefühle nicht deuten. Er hat es geschafft, aus seiner eigenen Welt auszubrechen oder wie er es nennt, „seinen Autismus auszutricksen“, indem er sich mit der Sprache befasst. So schrieb er den Roman Buntschatten und Fledermäuse und hält Lesungen. Die Konfrontation mit anderen Menschen setzt er fort, indem er einen Film dreht, in welchem ein Autist der Hauptdarsteller ist. Das Ziel dieser Bemühungen ist es, sozial anerkannt zu werden.

## Rezeption
„Sein autobiografischer Debütroman Buntschatten und Fledermäuse wurde ein Bestseller. Dann sah der Hamburger Axel Brauns den Blockbuster Independence Day und wollte Regisseur werden. Unendlich schwierig für einen Autisten…
Andrea und Eric Asch zeigen einen ungewöhnlichen Menschen, ihr Abschlussfilm an der Münchner Filmhochschule wurde ein besonderes Porträt. – Blick ins Innenleben eines Verschlossenen“

„Der Film zeigt Brauns bei Arbeiten an seinem ersten Film, der ihm den Weg nach Hollywood ebnen soll.“

## Auszeichnungen
- 2006: DAAD-Preis für hervorragende Leistungen ausländischer Studierender, Hochschule für Fernsehen und Film München[5]
- 2007: Prädikat „besonders wertvoll“, von der Filmbewertungsstelle Wiesbaden als „Dokumentarfilm des Monats September 2007“ ausgezeichnet[6]
- 2007: FFF-Förderpreis Dokumentarfilm (DOK.fest München)[7]
- 2007: EON-Kulturpreis[8]